# 내집단과 외집단
사회학과 사회심리학에서 내집단은 한 사람이 심리학적으로 사회 소속원으로서 식별하는 사회 집단이다. 반면에 외집단은 개인이 식별하지 않는 사회 집단이다. 예를 들어 사람들은 자신들의 또래집단, 가족, 공동체, 스포츠팀, 정당, 성, 성 지향, 종교, 국가에 속해 있다고 식별할 수 있다. 사회 단체들과 분류에 심리학적으로 소속되어 있다는 사실은 다양한 현상과 연결된다.
이 용어는 1970년대 초에 헨리 타즈펠이 사회 정체성 이론을 공식화하는 동안 만든 용어이다.

## 같이 보기
- 도덕#내집단과 외집단
- 폐쇄경제
- 편승 효과
- 문화적 정체성
- 정실주의
- 족내혼
- 엘리트주의
- 집단사고
- 동성애 혐오
- 내셔널리즘
- 족벌주의
- 편견
- 인종 차별
- 희생양
- 성 차별
- 쉽볼렛
- 사회 계급
- 하위문화
- 부족주의